# Kurs (utbildning)
Uppslagsorden ”fortbildning” och ”vidareutbildning” leder hit. Se även studiedag.
En kurs är ett definierat och avgränsat avsnitt i en utbildning. Det består i allmänhet av flera lektioner eller andra tillfällen för undervisning, och ett eller flera tillfällen till examination. En samling kurser som motsvarar ett läsår kallas för årskurs. En samling kurser som leder till en examen är ett utbildningsprogram. 
Kurser finns på olika nivåer inom utbildningsväsendet. Det kursbegrepp som används inom universitetsväsendet kallas universitetskurs.

## Universitetskurs i Sverige
En universitetskurs eller högskolekurs är vid bland annat svenska universitet och högskolor ett avgränsat utbildningsavsnitt som specificeras i en formellt beslutad kursplan, och resulterar i ett slutbetyg (kursbetyg) som sätts av en examinator. Vissa kurser har flera delbetyg från olika examinerande uppgifter, kallade provmoment. Ett utbildningsprogram består av flera kurser som tillsammans leder till en examen. Innan 1980-talet omfattade en kurs eller ett akademiskt betyg ofta en termins heltidsstudier i ett specifikt ämne, men idag har olika kurser olika omfattning mätt i högskolepoäng.

## Kursmoduler i brittiska samväldet
I Storbritannien, Australien och Singapore, samt delar av Kanada, avser course en hel utbildning, exempelvis enligt ett utbildningsprogram, det vill säga den totala mängd studier som krävs för att erhålla en examen. Ordet unit eller module används där för att hänvisa till en akademisk kurs så som begreppet används exempelvis i övriga Europa och Nordamerika.

## Källhänvisningar
1. ↑  Eklundh, Peter: kurs i Nationalencyklopedins nätupplaga. Läst 19 februari 2015.